# Papa Grigore al XI-lea
Papa Grigore al XI-lea (născut Pierre Roger de Beaufort; (n. 1329, Rosiers-d'Égletons, Limousin, Franța – d. 27 martie 1378, Roma, Statele Papale)) a fost papă între 30 decembrie 1370 și 26 martie 1378. În 1377 revine de la Avignon la Roma.
Odată cu decesul său, biserica latină trece printr-o criză de autoritate, numită și Marea Schismă Occidentală, prin alegerea a doi sau chiar trei papi. Schisma se încheie în 1417 prin alegerea lui Martin al V-lea (Oddone Colonna).